# Juan de Dunois

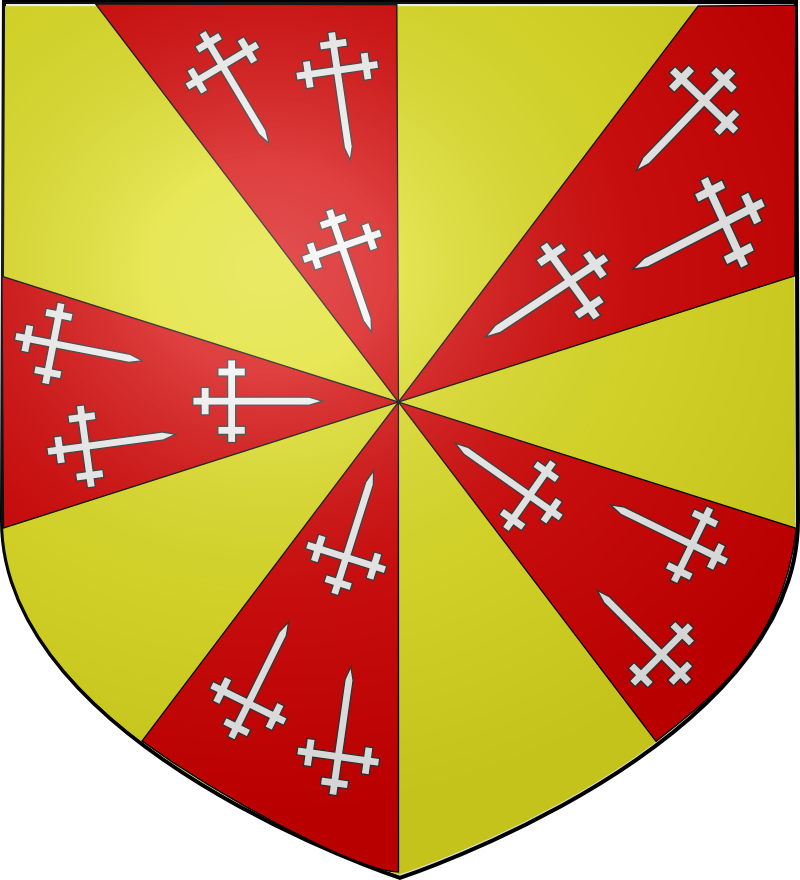
Escudo de armas de la Familia d'Enghien.

Juan de Orléans (en francés: Jean d'Orléans), también llamado el «Bastardo de Orléans» (París, 23 de noviembre de 1402 - L'Haÿ-les-Roses, 24 de noviembre de 1468), fue un noble francés, conde de Dunois y de Longueville.

## Vida
Fue el hijo ilegítimo de Luis de Valois, duque de Orleans 1372-1407) y de Mariette d'Enghien. El término «Bastardo de Orléans» (bâtard d'Orléans), era un título bastante usual para la mayoría de los jóvenes de su clase. Término que le ayudó ya que en su época se tratara de un título de respeto, ya que lo reconocieron como un primo hermano del rey y jefe interino de la “rama menor” de la familia real, durante el cautiverio de su hermano. 
Su padre murió asesinado en 1407.. Su medio hermano legítimo se convirtió en un prisionero inglés en la batalla de Agincourt y permaneció cautivo durante varias décadas. Este hecho significó que Juan el Bastardo quedara como el único hombre adulto del linaje de la casa de Orleans, en su época.
Se unió a la guerra civil de Francia en la época de Carlos VI de Francia en el bando de los Armagnacs, y fue capturado por los de Borgoña en 1418. Liberado en 1420, entró al servicio del delfín bajo el gobierno de Carlos VII de Francia, que se encontraban luchando en la guerra de los Cien Años contra las fuerzas inglesas. 
El futuro conde de Dunois, dirigió las defensas francesas durante el sitio de Orleans. Junto con Juana de Arco a la que relevó en su puesto. Se unió a ella en las campañas de 1429 y permaneció activo después de la muerte de Juana. 

## Títulos
- Señor de Périgord (1421-1468).
- Conde de Mortain (1424-1425).
- Vizconde de Saint-Sauveur.
- Conde de Périgord (1430-1439).
- Conde de Dunois (1439-1468).
- Conde de Longueville (1443-1468).

## Matrimonios y descendencia
Se casó con Marie Louvet en abril de 1422 en Bourges, hija de Jean Louvet, señor de Mérindol y presidente de la cámara de cuentas de Aix-en-Provence. Ella falleció en 1426, y no tuvieron hijos.
Se casó por segunda vez el 26 de octubre de 1439 con Maria de Harcourt, hija de Jacques II de Harcourt, barón de Montgomery, y Margarita de Melun, condesa de Tancarville. Fue nombrada Señora de Parthenay y fallecida en 1464; tuvieron cuatro hijos: 
- María (1440-?), casada en 1466 con Louis de la Haye (-du-Puits) señor de Passavant y Mortagne.
- Juan (1443-1453).
- Francisco de Orléans-Longueville (1447-1491), conde de Dunois, Tancarville, Longueville y Montgomery, barón de Varenguebec, vizconde de Melun, chambelán de Francia, fue gobernador de Normandía y el Delfinado, conde y camarlengo de Normandía. Se casó el 2 de julio de 1466 con Inés de Saboya (1445-1508), quién era hija de Luis de Saboya.
- Catalina de Orléans (1449-1501), se casó el 14 de mayo de 1468 con Juan VII de Saarbrucken (1430-1492), condé de Roucy.

## Cine
En 1957, Richard Todd interpretó a Juan de Orléans en la película Saint Joan de Otto Preminger.